# Justin Kientega
Justin Kientega (né le 7 juillet 1959 à Temnaoré dans la Haute-Volta) est un évêque catholique burkinabé. Il est l'évêque de Ouahigouya depuis 2010.

## Biographie
Justin Kientega étudie au séminaire de Ouagadougou en 1980 et est ordonné prêtre pour le diocèse de Koudougou le 25 juillet 1987.
Après son ordination, Justin Kientega travaille d'abord dans ce diocèse comme vicaire paroissial et aumônier. Puis, de 1992 à 2002, il devient curé de la cathédrale Saint-Augustin de Koudougou. Il étudie ensuite de 2002 à 2007 à l’Institut International de Théologie de la faculté pontificale de théologie Teresianum à Rome et y obtient un doctorat en théologie. À partir de 2008, il devient économe diocésain du diocèse de Koudougou et curé au centre hospitalier régional.
Le 2 février 2010, le pape Benoît XVI le nomme évêque du diocèse de Ouahigouya. L'archevêque de Ouagadougou, Philippe Ouédraogo, le consacre le 29 mai de la même année ; les co-consécrateurs étaient l'archevêque de Koupéla, Séraphin François Rouamba, et l'évêque de Koudougou, Basile Tapsoba.